# Alfa Romeo 500
Alfa Romeo 500 — 3-тонный классический грузовик, который выпускался автомобильной компанией Alfa Romeo с 1937 по 1945 годы. Линейка данной модели включала дизельную версию 75 л.с. (56 кВт) — 500RE, бензиновую версию — 500B, и работающую на газу — 500BR.
Грузовики 500-й серии характеризовались хорошими аэродинамическими качествами, которые улучшались из года в год в период производства этих автомобилей. Alfa Romeo 500 была последним стандартным грузовиком капотной схемы, производимой Alfa Romeo, после этого компания сконцентрировалась на производстве грузовиков с двигателями под кабиной.
Alfa Romeo 500 использовалась Королевской итальянской армией в ходе Второй мировой войны под названием «500 DR». Автомобиль использовался в составе 8-й армии во время действий против СССР, как бронированный грузовик и в кампании на Балканах. Рама данного грузовика также стала основой конструкции военных автобусов 500DR, выпускавшихся в 1937-40 гг. Армейская версия имела максимальную скорость в 45 км/ч (28 миль/ч), способна была ездить под уклоном в 27 %, а полного топливного бака (около 100 л) хватало на 400 километров (250 миль).
С 1937 по 1940 год, Alfa Romeo 500 использовалась Итальянским Противопожарным Департаментом (IFD) как пожарная машина или грузовик. Автомобили Alfa Romeo 500 также использовались Alfa Romeo и Scuderia Ferrari как транспортировщик гоночных автомобилей серии Гран-при и Формулы-1. Итальянские компании по производству автобусов Viberti и Bergomi на базе 500-го сделали несколько различных версий автобусов, используя его шасси.
На базе грузовика были разработаны прототип полугусеничной машины «Brevetto Locera» и автомастерская для Королевских ВВС. Захваченная немцами после Перемирия 1943 года техника числилась в Вермахте как Lastkraftwagen 6.5 t Alfa-Romeo (i) Typ 800 R.E.

## Модификации
- Alfa 500 базовая модель, 1937–38, 4x2, дизельный двигатель, выпущено 1481 штук
- Alfa 500 G, (G — Gassogeno, газогенератор типа Roma, устанавливался компанией ILM (совместное предприятие Alfa Romeo и SOTERNA. Для заправки требовалось 100-140 кг древесины)
- Alfa 500 RM, усиленная ходовая часть, газовый двигатель (метан)
- Alfa 500 RB, усиленная ходовая часть, бензиновый двигатель
- Alfa 500 AL, шасси автобуса, дизельный двигатель
- Alfa 500 RE, армейская модификация (RE — Regio Esercito, Королевская армия), производилась в 1943-1944 гг., 357 штук, бензиновый двигатель

### Технические характеристики
| Тип         | Длина, мм | База, мм | Ширина, мм | Высота, мм | Вес пустого, кг | Грузоподъёмность, кг | Марка двигателя   | Тип топлива | Рабочий объём, см³ | Мощность (л.с./кВт об/мин)   | Максимальная скорость, км/ч |
| Alfa 500    | 7148      | 4500     | 2200       | 2246       | 3750            | 4250                 | AR F6M 313 6-цил. | дизель      | 6126               | 75 PS (л.с.; 55 кВт) 2000    | 56                          |
| Alfa 500 G  | 7148      | 4500     | 2200       | 2246       | 4000            | 4000                 | AR BG 6-цил.      | газ         | 6126               | 70 PS (69 л.с.; 51 кВт) 2250 | 64                          |
| Alfa 500 RM | 7270      | 4500     | 2200       | 2246       | 5640            | 3040                 | AR BG6M 6-цил.    | бензин      | 6126               | 80 PS (79 л.с.; 59 кВт) 2000 | 45                          |
| Alfa 500 RB | 7148      | 4500     | 2200       | 2246       | 4000            | 4500                 | AR BG6B 6-цил.    | бензин      | 6126               | 90 PS (89 л.с.; 66 кВт) 2000 | 80                          |
| Alfa 500 AL | 8630      | 5000     | 2400       | 2246       | -               | -                    | AR F6M 313 6-цил. | дизель      | 6126               | 75 PS (74 л.с.; 55 кВт) 2000 | 68                          |
| Alfa 500 RE | 7020      | 4200     | 2069       | 2250       | 3800            | 3200                 | AR F6M 313 6-цил. | дизель      | 6126               | 75 PS (74 л.с.; 55 кВт) 2000 | 45                          |